# 初山別温泉
初山別温泉（しょさんべつおんせん）は、北海道苫前郡初山別村豊岬にある温泉。

## 泉質
- ナトリウム - 塩化物泉
  - 源泉温度11℃

## 温泉地
道の駅☆ロマン街道しょさんべつ内に、日帰り入浴施設と宿泊施設を兼ねた「しょさんべつ温泉・岬の湯」がある。

## 歴史
- 2001年（平成13年） - 開湯。
- 2007年（平成19年）6月1日 - 道の駅☆ロマン街道しょさんべつオープン。

## アクセス
- 鉄道 : 宗谷本線幌延駅下車後バスで約1時間10分